# 瓦夫兰
瓦夫兰（法語：Wavrin，法語發音：[wavʁɛ̃]）是法国上法兰西大区北部省的一个市镇，位于该省中部偏西南，属于里尔区和里尔欧洲都会区。

## 地理
瓦夫兰（50°34'26"N, 2°56'20"E）面积13.55 平方千米，位于法国上法蘭西大區北部省，该省份为法国最北部的省份及最长的省份，西北濒北海，西接加来海峡省，南至埃纳省和索姆省，东与比利时接壤。
与瓦夫兰接壤的市镇（或旧市镇、城区）包括：博康-利尼、阿莱讷莱马赖、韦普地区富尔讷、贡德库尔、埃兰、乌普兰-昂夸讷、韦普地区桑甘、桑特、栋村。
瓦夫兰的时区为UTC+01:00、UTC+02:00（夏令时）。

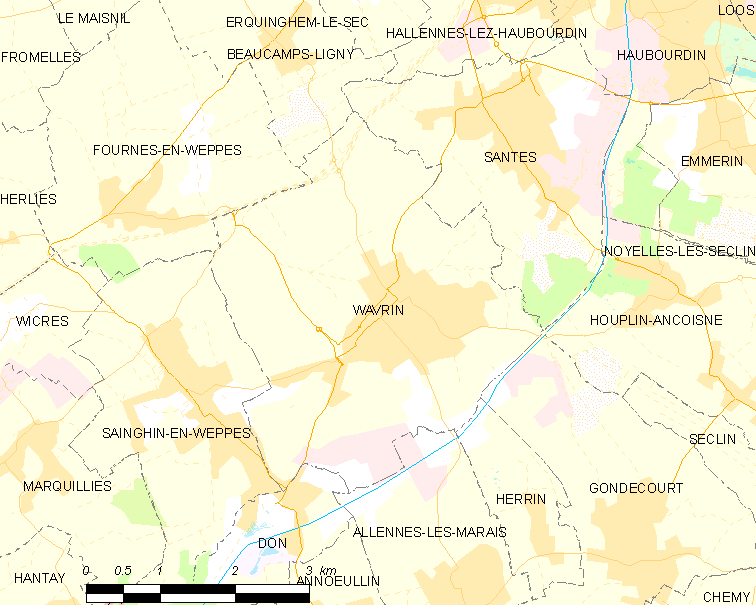
瓦夫兰的OSM定位图

## 行政
瓦夫兰的邮政编码为59136，INSEE市镇编码为59653。

## 政治
瓦夫兰所属的省级选区为阿讷兰县。

## 人口

1962-2008年间瓦夫兰人口变化图示

瓦夫兰于2022年1月1日时的人口数量为7777人。